# José Borzacchiello da Silva
José Borzacchiello da Silva (Rio de Janeiro, 7 de fevereiro de 1945) é um geógrafo humano Brasileiro e professor titular da Universidade Federal do Ceará conhecido por trabalhos sobre geografia urbana.
Durante os estudos, no final da década de 1960, fez estágio no Instituto Brasileiro de Geografia e Estatística onde conheceu José César de Magalhães que influenciou muito na sua carreira. Na Faculdade de Filosofia, Letras e Ciências Humanas da Universidade de São Paulo, onde fez Mestrado e Doutorado sob orientação de Maria Cecília França, recebeu uma forte influência teórica por Léa Goldenstein. Borzacchiello foi presidente da Associação dos Geógrafos Brasileiros de 1986 até 1988. Fez Pós-Doutorado na Universidade de Paris-Sorbonne de 1991 até 1993 sob Paul Claval. Foi presidente da Associação Nacional de Pós-Graduação e Pesquisa em Geografia de 2003 até 2005, e coordenador da área de Geografia da Coordenação de Aperfeiçoamento de Pessoal de Nível Superior de 2008 até 2010. Borzacchiello é membro do comitê científico de diversas revistas.
Em 1997 recebeu a Medalha Chico Mendes pela Assembleia Legislativa do Ceará. Em 1999 foi eleito Cidadão Honorário de Fortaleza pela Câmara Municipal de Fortaleza. É um dos mais produtivos geógrafos do Brasil.